# Assassin’s Creed: Pirates
Assassin’s Creed: Pirates (рус. Кредо ассасина: Пираты) — игра в жанре action-adventure, разработанная компанией Ubisoft Paris и изданная Ubisoft. Игра вышла 5 декабря 2013 года на iOS и Android, а также 14 августа 2014 года на Windows Phone для разных версий.
События игры разворачиваются в начале XVIII века, параллельно событиям Assassin’s Creed IV: Black Flag. Главный герой — молодой пират Алонсо Батилья, который был знаком с известным французским пиратом Оливье Ле Вассером по прозвищу «Ла Бюз». Игра полностью сосредоточена на морских баталиях. Сюжет игры будет вертеться вокруг загадочного сокровища, тайна которого не была решена и по сей день.

## Геймплей
На протяжении всей игры для достижения полной 100%-ной синхронизации вам даются различные задания: уничтожение кораблей, гонки на время на корабле, поиск карт сокровищ и таинственных сундуков, собирание камней в храмах Майя, коллекционирование различных предметов и записей в бутылках, остановка торговых караванов, спасение утопающих, ловля китов и рыбалка.

## Сюжет
Абстерго Энтертейнмент поручило неизвестному Аналитику изучить воспоминания Алонсо Батильи, чтобы разгадать загадку-криптограмму, которая содержит карту, ведущую к сокровищам «Ла Бюза».
В начале 1716 года Алонсо Батилья неудачно атаковал торговую шхуну тамплиеров, в результате чего потерял всю свою команду из четырёх матросов, а сам он был захвачен для последующей казни через повешение. Но в итоге шхуна подверглась обстрелу французского пирата Оливье Ле Вассера, в результате которого забрал пленных к себе. Посмотрев на пылкий нрав пирата, Оливье дал Алонсо маленькую шхуну и сделал его капитаном собственного судна.

### Главы
| Место действия                            | Дата               | Название главы       | Сюжет |
| ----------------------------------------- | ------------------ | -------------------- | --- |
| Карибское море, Вест-Индия, Скалы Дьявола | Июнь 1716 года     | Побег                | Алонсо покидает бухту, попутно уничтожая корабль и забирая добычу.                                                                       |
| Мексика, Риф Скорпиона                    | Июнь 1716 года     | Рождение легенды     | Алонсо присоединяется к шайке пиратов, которую возглавляет Ла Бюз. Ему не терпится проявить себя.                                        |
| Карибское море, Косумель                  | Июнь 1716 года     | Богатая добыча       | Алонсо и его команда напали на след, который сулит им неплохую наживу.                                                                   |
| Куба, Бухта Гуадиана                      | Июль 1716 года     | Пиратский принц      | Алонсо, ставший полноправным капитаном пиратов, встречается с главарями «Летучей банды».                                                 |
| Антильские острова, Остров Хувентуд       | Август 1716 года   | Форт                 | Алонсо и Амина бросили вызов одной из самых неприступных крепостей на Карибах.                                                           |
| Флорида, Лос-Мартирес                     | Ноябрь 1716 года   | Серебряный флот      | Алонсо объединяется с Беллами и Ла Бюзом. Вместе они ловят самую ценную добычу в Карибском море.                                         |
| Арктические моря                          | Декабрь 1716 года  | Белый кит            | Алонсо и Джумао отправились в охоту за особой добычей.                                                                                   |
| Ледяные поля                              | Март 1717 года     | Блокада              | Жадный французский адмирал обратил свой взор на богатства, таящиеся на Крайнем Севере.                                                   |
| Куба, Гавана                              | Январь 1717 года   | Охота                | Расквитавшись с королевским флотом, Алонсо становится намного смелее.                                                                    |
| Багамские Острова, Большой Багама         | Февраль 1717 года  | Секрет «Вайды»       | Узнав точный маршрут «Вайды», Алонсо отправляется в своё самое опасное путешествие.                                                      |
| Багамские Острова, Нассау                 | Май 1717 года      | Пиратская республика | Алонсо и Ла Бюз направляются в Нассау, пиратскую республику. Они надеются, что им удастся спрятать там Частицу рая от Ордена тамплиеров. |
| Карибское море, Глотка Дьявола            | Сентябрь 1717 года | Глотка Дьявола       | Загадки Ла Бюза привели Алонсо на таинственный остров. Кто, чёрт возьми, назвал его Глоткой Дьявола? И почему?                           |
| Багамские Острова, Маягуана               | Декабрь 1717 года  | Среди пиратов        | Алонсо приплывает к далёкому острову Маягуана, рассчитывая наконец догнать Ла Бюза.                                                      |
| Багамские Острова, Харбор-Айленд          | Март 1718 года     | Король торговцев     | Алонсо отправляется в логово контрабандистов, чтобы найти Ла Бюза и спасти Частицу Рая.                                                  |
| Острова Кайкос                            | Август 1718 года   | Выход                | Алонсо помогает Ла Бюзу забрать спрятанное сокровище, прежде чем навсегда покинуть воды Карибского моря.                                 |

## Отзывы
| Сводный рейтинг | Сводный рейтинг |
| Агрегатор       | Оценка          |
| --------------- | --------------- |
| GameRankings    | 69,00 %         |